# 多结光伏电池

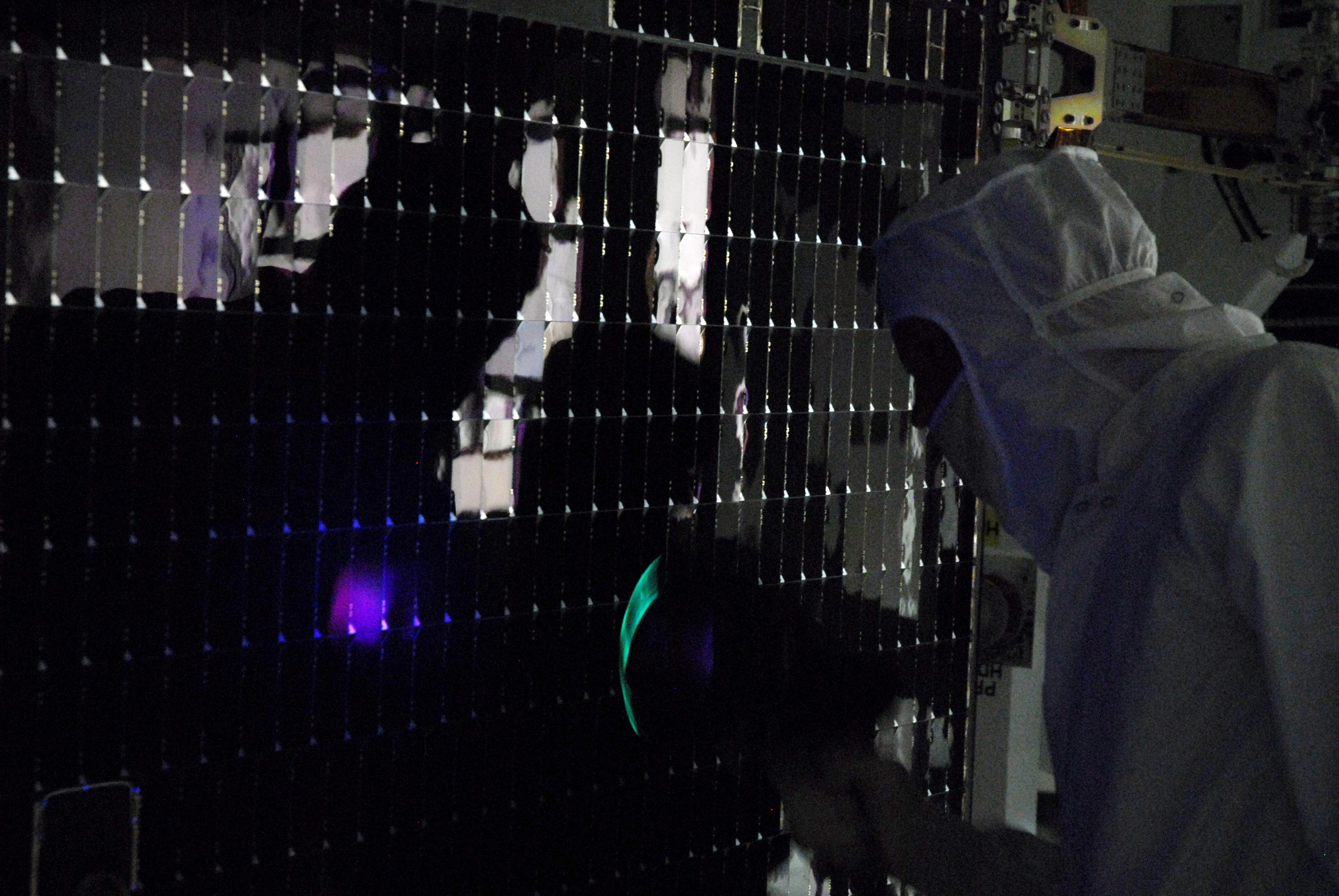
曙光號三结砷化镓太阳能电池黑光测试。

多结光伏电池 (英語：Multi-junction solar cells)是一种高效率的太阳能电池。每个电池有多个采用分子束外延或有机金属化学气相沉积法生成的薄膜。这些薄膜所构成的不同的半导体有不同的特征能隙，而这些能隙可以吸收光谱中特定频率的电磁波能量。生成的半导体被特别的设计能吸收太阳光中的大部分频率的光，以此来生成更多的能量。
传统单结电池最高理论效率为33.16%。 理论上，在高度集中的阳光下，无限数量的结点的极限效率为 86.8%。
截至2023年，传统晶体硅 (c-Si) 太阳能电池的最佳实验室示例的效率高达26.81%， 而多结电池的实验室示例已证明在集中阳光下的性能超过46%。  串联电池的商业示例已广泛使用，在单太阳光照下，效率可达30%，在集中阳光下，效率可提高至 40% 左右。 然而，这种效率是以增加复杂性和制造成本为代价获得的。

## 參见
- 半导体材料
- PIN型二极管